# الدوري الإيطالي 1964–65
الدوري الإيطالي لكرة القدم 1964–1965 هو الموسم الخامس والثلاثون من الدوري الإيطالي الدرجة الأولى سيريا أي.